# Charles Talbot Porter

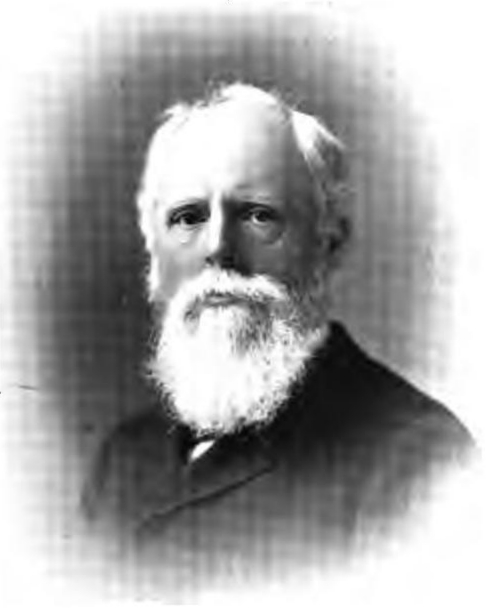
Charles Talbot Porter (1910)

Charles Talbot Porter (* 18. Januar 1826 in Auburn, New York; † 28. August 1910 in Montclair, New Jersey) war ein US-amerikanischer Maschinenbauingenieur, Maschinenfabrikant und Vater der schnelllaufenden Dampfmaschine.

## Leben
Sein Vater war der Rechtsanwalt John Porter.
Porter war der erste, der die Vorteile von schnellrotierenden Maschinen erkannte und die inneren Kräfte in Maschinen analysierte.
1858 erfand er den belasteten Regler und 1861 ließ er seinen isochronen Fliehkraftregler patentieren.
1862 präsentierte er mit John F. Allen (1829–1900) auf der Londoner Ausstellung die Porter-Allen high-speed engine.
Auf der Weltausstellung in Paris 1867 präsentierte er die einzige schnelllaufende Dampfmaschine.
1880 stellte er bei Thomas Alva Edison in Menlo Park eine Dampfmaschine auf. Bald darauf erhielt er den Auftrag, für die Pearl Street Station die erste Serie der sogenannten „Dampfdynamos“ zu bauen.
1890 setzte er sich aus gesundheitlichen Gründen zur Ruhe. Er lebte zuletzt bei seinem Sohn John Porter in Montclair.

## Auszeichnung
- 1909: John-Fritz-Medaille[2]

## Veröffentlichungen
- Engineering Reminiscences; New York u. London, 1908; Reprint: Lindsay Pubns, 1985, ISBN 091791435X
- Autobiografie: Lebenserinnerungen eines Ingenieurs; Berlin, Springer, 1912; Reprint: Düsseldorf, VDI-Verlag, 1985
- Mechanics and Faith: A Study of Spiritual Truth in Nature; New York, G. P. Putnam's Sons (Online)
- A Treatise on the Richards Steam-Engine Indicator, with Directions for Its Use; 2006, ISBN 9781425513788